# Lisenka Sedlacek
Lisenka Marja Sedlacek (* 8. November 1985 in Münster) ist eine deutsche Schauspielerin.

## Leben
Sedlacek wuchs im westfälischen Münster auf und begann 2003 ihre Schauspielausbildung an der Theaterschule Aachen unter der Leitung von Professor Andrey Mekke, welche sie 2007 mit Auszeichnung in den Fächern Schauspiel, Tanz und Gesang abschloss.
Danach war sie in einigen Stücken am Grenzlandtheater Aachen zu sehen, spielte die Angélique in Molières Der eingebildet Kranke an der Landesbühne Rheinland-Pfalz und übernahm die Rolle der Julia in dem Zweipersonenstück Verstehen Sie Julia?. Von September 2009 bis Februar 2010 besuchte Sedlacek die Redroofs Film & Television School im britischen Maidenhead. In den Jahren 2011 und 2012 spielte sie bei der Müritz-Saga auf der Freiluftbühne Waren (Müritz) die weibliche Hauptrolle der Clara von Warentin. Für ihre Darstellung der Mary Warren in Hexenjagd an den Schauspielbühnen Stuttgart erhielt sie den Nachwuchsförderpreis.
Von 2014 bis 2018 studierte Sedlacek International Relations (B.A.) an der Hochschule Rhein-Waal, Kleve.

## Theater
- 2007   Lost & Found – Ein Herz und andere Dinge (Rike Reiniger) „Judy“ – Grenzlandtheater Aachen
- 2007   Hamlet (William Shakespeare) „Zofe, Schauspielerin“ – Grenzlandtheater Aachen
- 2008   Hexenjagd (Arthur Miller) „Betty Parris“ – Grenzlandtheater Aachen
- 2008   Sofies Welt (Jostein Gaarder) „Hilde (Projektion)“ – Grenzlandtheater Aachen
- 2008   Der eingebildete Kranke (Molière) „Angélique“ – Landesbühne Neuwied
- 2009   Verstehen Sie Julia? (Cecil Stevens) „Julia“ –  Neues Theater Hannover
- 2011   Wolf von Warentin (Roland Oehme) "Clara von Roggentin"- Freiluftspiele Waren (Müritz)
- 2012   Hexenjagd ("Arthur Miller") "Mary Warren"- Schauspielbühnen Stuttgart
- 2012   Ein Herz und eine Klinge ("Roland Oehme") "Clara von Warentin"- Freiluftspiele Waren (Müritz)
- 2013   Der Kaufmann von Stuttgart ("Joshua Sobol") "Marie Auguste von Thurn und Taxis"- Schauspielbühnen Stuttgart
- 2014   Messerschmitt vs. Spitfire ("Anthony Haddon") "Kate"- Theater Company Blah Blah Blah, Leeds und Theaterhaus Frankfurt
- 2014   Kaspar, der Bandit und die Million ("Roma Schulz") "Puppenspielerin", Goethe-Institut, London

## Filmografie
- 2008   Der Wolkenmaler (Sarah Bosetti) „Das Mädchen“ – Kurzfilm
- 2009   Analyse einer Lüge (Anna Levinson) „Die Frau“ – Kurzfilm
- 2009   Imagefilm (Tiziano Lucchese) Moderatorin
- 2010   Rivers deep and mountains high (Paul Prescott) "Annalisha" – Kurzfilm
- 2010   The other side (Rupert Such) "Liesel Steiner" – Kurzfilm
- 2010   Who is afraid of Virginia Woolf ("Clare du Durel") "Honey" – Kurzfilm
- 2010   The Table Turns ("Phil Eastabrook") "Rebecca" – Kurzfilm
- 2012   Die Kassiererin ("Salim Kara") "Sarah" – Spielfilm
- 2013   Walking Like Chaplin ("Lea Wegner") Yve – Kurzfilm
- 2013   Alte Liebe ("Leonie Schäfer") Una – Kurzfilm
- 2013   Alaska ("Claus Kuhlmann") Emma – Kurzfilm
- 2013   Hauptstadtrevier ("Bodo Schwarz") Sonja Schenker – Fernsehserie
- 2015   Terra X – Ludwig XIV ("Pepe Pippig") Liselotte von der Pfalz – Fernsehdokumentation